# Punt (football americano)
Nel football americano si definisce punt il calcio di allontanamento dopo un'azione offensiva definita drive, che non ha raggiunto il proprio scopo ossia il guadagno di 10 iarde dopo quattro tentativi, detti downs.
Se il guadagno ottenuto nei primi tre tentativi non è sufficiente a permettere di tentare di superare le 10 iarde guadagnate nel quarto down, la squadra in attacco ricorre appunto al punt, un calcio effettuato da uno specialista chiamato punter su passaggio del compagno al centro della linea offensiva avente lo scopo di portare il pallone il più avanti possibile per far partire l'azione offensiva degli avversari lontano dalla propria end zone, ossia per fare in modo che sia grande la distanza che questi devono percorrere nell'azione successiva per segnare dei punti.
Il punt deve essere allo stesso tempo sia lungo che alto, per guadagnare molto spazio e per consentire ai propri compagni di arrivare il più vicino possibile al punto di caduta del pallone per fermare subito il ritorno degli avversari ed approfittare di eventuali loro errori.